# Side to Side
„Side to Side” – trzeci singiel amerykańskiej piosenkarki Ariany Grande nagrany wraz z Nicki Minaj, promujący jej trzeci album studyjny Dangerous Woman.
Piosenka uplasowała się na 4. miejscu amerykańskiej listy Billboard Hot 100. Oficjalnie piosenkę jako singiel Grande zaprezentowała na gali MTV Video Music Awards występując na niej wraz z Nicki Minaj.
Nagranie w Polsce uzyskało status czterokrotnie platynowej płyty.